# Mesembria (Mythologie)
Mesembria (altgriechisch Μεσημβρία Mesēmbría, deutsch ‚Mittag, Süden‘) ist in der griechischen Mythologie die Personifikation des Mittags.
In einer Fabel des Hyginus wird sie auch als eine der Horen bezeichnet.